# Fønikien
Fønikien (fra oldgræsk: Φοινίκη, Phoiníkē) var en civilisation i Kanaan i oldtiden som dækkede det meste af den vestlige kyst af Den frugtbare halvmåne. Flere fønikiske byer blev bygget ved kysten af Middelhavet. De var en driftig maritim handelskultur, som spredte sig over Middelhavet fra 1.550 f.Kr. og frem til omkring 300 f.Kr. Fønikerne benyttede sig af galejen, et fartøj med årer, og er krediteret for opfindelsen af birem, et oldtidsfartøj med to dæk med årer. Fønikerne, et semitisk folk, var kendt i antikkens Hellas og Rom som "handlere i purpur", en reference til deres monopol på en kostbar purpurfarve, som blev udvundet fra en snegl, som hed murex. Efter som denne farven var så kostbar, blev purpur siden en farve associeret med kongelige klæder. Som handelsfolk havde fønikerne behov for at holde fortegnelser over lagerbeholdninger og udgifter, og udviklede et alfabet (eller abjad), og fra dette skrivesystem har siden næsten alle moderne alfabeter været afledt.
I Amarnabrevene fra 1.300-tallet f.Kr. nævnes et folk i regionen, som kalder sig for Kenaani eller Kinaani (det vil sige kanaanæere), skønt disse breve er et århundrede fra før angrebene fra havfolkene. Egyptiske skibsekspeditioner havde allerede gjort brug af byen Byblos for at fragte "cedertræ fra Libanon" så tidligt som i 3.000-tallet f.Kr. Meget senere, på 500-tallet f.Kr., skrev Hekataios af Miletos, en græsk historieskriver, at Fønikien tidligere blev kaldt for χνα, et navn som Herennios fra Byblos senere adopterede til hans mytologi som hans eponym (benævnelse dannet af personnavn) for fønikerne: "Khna som senere blev kaldt for Foinix". Folket, som levede i Fønikien, kaldte sig selv kanaanæere, mens navnet Fønikien er dannet af det græske Φοινίκη, føniki, (= det røde folk) efter ordet foinos som betyder "rød", efter som de kostbare farvestoffer purpur og karmoisinrød blev produceret der. Det græske ord for purpur er phoinix og gav ophav både til navnet på fugl Føniks og landet Fønikien. Fønikien var, hvad grækerne benyttede for at referere til regionen med de betydelige kanaanittiske havnebyer og behøver således ikke at modsvare en kulturel identitet, som blev anerkendt af fønikerne selv. Det er uklart i hvilken grad, fønikerne så på sig selv som en samlet etnicitet. Deres civilisation var organiseret i bystater, ganske som de græske i antikkens Hellas. Imidlertid i henhold til arkæologi, sprog, livsstil og religion er der lidt, som adskiller fønikere fra andre kulturer i Kanaan. Som kanaanittere var de unikke i deres fremragende søfartskundskaber.
Hver af deres byer var en bystat, som var en selvstændig og uafhængig politisk enhed. De kunne komme i konflikter med hinanden, og en by kunne blive domineret af en anden bystat, skønt de også samarbejdede i forbund og alliancer. Oldtidsgrænserne mellem de urbane kulturer vekslede, og byen Tyr synes at have været den som lå længst mod syd. Sarepta (nu Sarafand) mellem Sidon og Tyr er den mest udgravede by af arkæologer i det fønikiske hjemland. Fønikerne var det første samfund på statsniveau, som gjorde omfattende brug af alfabetet. Fønikernes fonetiske alfabet, sat sammen af et tegn for hver lyd, er generelt antaget at være stamfaderen til næsten alle moderne alfabeter, skønt det ikke indeholdt mange vokaler (selvlyde), de blev senere lagt til af grækerne. Fra et traditionelt lingvistisk perspektiv talte de fønikisk, en kanaanittisk dialekt. Imidlertid, grundet en meget lille forskel i sproget, og mangelfulde nedtegnelser på den tid, er spørgsmålet om fønikisk udgjorde en adskilt og forenet dialekt, eller om det kun var en overfladisk defineret del af et bredere sproglig kontinuum, er derfor uklart. Af romerne blev fønikisk kaldt for punisk, efter som det latinske ordet for "lilla" var puniceus. De puniske kolonier i Nordafrika blev en kilde til kundskab om fønikerne. Augustin kunne en smule punisk og brugte det af og til for at forklare hebraiske ord. Navnet på hans mor, Monica, menes at være af punisk oprindelse. Fønikerne grundlagde byen Karthago (Qart Hadasht = Nybyen) som siden udviklede sig til en stormagt i Middelhavet, og derfor blev lagt i grus af romerne.
Det var gennem deres søfartshandel, at fønikerne spredte brugen af sit alfabet til Nordafrika og til Europa, hvor det blev adopteret af grækerne, som senere gav det videre til etruskerne som igen lærte det til romerne. Foruden deres mange inskriptioner er det antaget, at fønikerne efterlod sig talrige af andre typer af skriftlige kilder, men det meste er ikke blevet bevaret for eftertiden. Evangeliske forberedelser (Εὑαγγελικὴ Προπαρασκευή) skrevet af Eusebius af Cæsarea i begyndelsen af 300-tallet e.Kr. citerer omfattende fra Herennios fra Byblos og fra Sanchuniathon (Σαγχουνιάθων), en påstået fønikisk forfatter.

## Oprindelse: 2300–1200 f.Kr.
Den græske historiker Herodots redegørelse, skrevet ca. 440 f.Kr., omtaler myterne om Io og Europa: 
"I henhold til persernes bedste historikere, begyndte fønikerne striden. Disse folk, som tidligere havde boet ved kysten af det Erythranske hav (Det røde Hav), udvandrede til Middelhavet og bosatte sig i de områder, hvor de bor endnu. De begyndte straks med lange sørejser, fragtede deres skibe med varer fra Egypten og Assyrien...»
Strabo, en græsk geograf, historiker, og filosof, nævner, at fønikerne kom fra den østlige del af den arabiske halvø, hvor de havde tilsvarende guder, gravsteder og templer. Henry Rawlinson, en engelsk sprogforsker og arkæolog, mener at have bekræftet dette og forklarede det i stednavne, Arwad i Syrien (oldtidsnavnet for nutidens Bahrain) og Sur i Oman og Libanon.

### Genetiske studier
Spencer Wells, genetiker og antropolog, fra Det genografiske projekt som blev startet i 2005, har udført genetiske studier af den mandlige befolkning i Libanon, Palæstina, Syrien, Malta, Spanien og andre områder, som fønikerne bosatte sig i, foruden også ashkenaziske jøder og andre jødiske befolkninger i Europa og andre steder, inkluderet dagens moderne stat Israel. Disse deler en fælles m89-kromosom af type Y. Den mandlige befolkning i områder associeret med minoisk folk eller af bosætninger fra havfolkene har helt forskellige genetiske markører. Dette antyder, at minoere og havfolket antagelig ikke havde fælles oprindelse med fønikere.
I 2004 formåede to genetikere ved Harvard University og ledende forskere fra National Geographic Genographic Project, Pierre Zalloua og Spencer Wells, at identificere "haplogruppen for fønikerne" som haplogruppe J2, hvilket åbner døre for fremtidig forskning. Den mandlige befolkning i Tunesien og på Malta blev også inkluderet i forskningen. De viste sig at dele en "overvældende" mængde genetiske ligheder med libanesere. I 2008 annoncerede videnskabsfolk fra det genografiske projekt, at "så mange som 1 af 17 mænd, som i dag lever ved kysterne af Nordeuropa og i det sydlige Europa, har en direkte fønikisk stamfader i mandlige linje».

## Etymologi
Navnet fønikisk, via latinske poenicus (senere punicus), kommer fra græske phoinikes, dokumenteret siden Homer og påvirket af phoînix, "tyrkisk purpur", "karmoisinrød"; murex (i sig selv fra phoinos, "blodrød"). Ordet forstavelse er fra Linear B po-ni-ki-jo, lånt fra oldtidens egyptiske Fenkhu (Fnkhw), "syrisk folk". Associationen af phoinikes med phoînix afspejler en ældre folkelig etymologi tilstede i fønikisk, som knyttede Kina'ahu, "Kanaan" ("Fønikien"), med kinahu, "karmoisinrød". Landet var hos de indfødte selv kendt som Kina'ahu, dokumenteret i 500-tallet f.Kr. af Hekataios af Miletos under den græsk påvirkede form Khna (χνα), og dets folk som Kena'ani.

## Historie

### Højdepunkt: 1.200-800 f.Kr.
Den franske historiker Fernand Braudel bemærkede i bogen The Perspective of the World, at Fønikia var et tidlig eksempel på en "verdensøkonomi" omgivet af verdensriger. Højdepunktet for fønikisk kultur og sømagt var i tiden 1.200-800 f.Kr.
Mange af de vigtigste fønikiske bosættelser og kolonier var blevet etablerede længe før dette: Byblos, Tyr, Sidon, Simyra, Aradus, og Berytos. De optræder alle i Amarnabrevene. Arkæologi har identificeret kulturelle elementer af et fønikisk højdepunkt så tidligt som i 2.000-tallet f.Kr.
Forbundet af uafhængige bystater med havne, med andre øer og langs andre kyster ved Middelhavet, var ideelt tilpasset handel mellem Mellemøsten og Levanten, rige på naturressourcer, og resten af den antikke verden. I løbet af den tidlige jernalder, en gang omkring 1.200 f.Kr., skete en ukendt hændelse, historisk knyttet til havfolkene, som pludseligt kom fra nord. Disse pirater svækkede og ødelagde egyptiske og hettittiske byer. I det påfølgende magttomrum blomstrede en række fønikiske byer som betydelige søfartsnationer.
Disse samfund hvilede på en tredelt magtbase: kongen, templet og dets præster og de ældres råd. Byblos var den første bystat, som blev et fremherskende center, hvor fønikerne dominerede handelsruterne langs Middelhavet og Erythraeske hav (Rødehavet). Det var her, at den første inskription i det fønikiske alfabet blev fundet på sarkofagen for Ahiram, som er dateret til ca. 1.200 f.Kr.:
Senere øgede bystaten Tyr sin magt. En af byens konger, præsten (887–856 f.Kr.) styrede Fønikien så langt nord på som til Beirut, og dele af Cypern. Kartago blev grundlagt i 814 f.Kr. under Pygmalion af Tyr (820–774 f.Kr.). Samlingen af bystater, som udgjorde Fønikien, blev af fremmede og af fønikerne selv benævnt som Sidonia eller Tyria. Fønikere og kanaanitter blev begge kaldt for zidonianere eller som tyrianere, da Tyr fik en fremherskende rolle frem for andre.

### Nedgang: 539–65 f.Kr.
Persernes konge Kyros den Store erobrede Fønikien i 539 f.Kr. Perserne inddelte Fønikien i 4 vasalstater: Sidon, Tyr, Aradus, og Byblos. Til trods for dette blomstrede bystaterne grundet deres fordelagtige beliggenhed for handelen mellem øst og vest. Flåden blev opretholdt under de persiske kongers overherredømme. Efter en tid begyndte fønikernes indflydelse at mindske. Det er sandsynligt, at store dele af den fønikiske befolkning udvandrede til Kartago og andre kolonier efter den persiske erobring. I 350 eller 345 f.Kr. udbrød der et oprør i Sidon ledet af Tennes, men det blev knust af Artaxerxes III. Byens ødelæggelse blev beskrevet af Diodorus Siculus.
Aleksander den Store erobrede Tyr i 332 f.Kr. efter belejringen af byen. Aleksander var usædvanlig hård mod Tyrs befolkning. Han henrettede omkring 2.000 af de mest fremstående af borgerne, men beholdt kongen. Han fik kontrol over de andre byer med fredelige midler; herskeren af Aradus underkastede sig, kongen af Sidon blev væltet. Fremvæksten af hellenistiske Hellas førte til, at grækerne udslettede levningerne af Fønikiens tidligere dominans over handelsruterne i den østlige del af Middelhavet. Fønikisk kultur forsvandt helt og holdent i dets hjemland. Men Fønikiens tidligere koloni Kartago blomstrede i Nordafrika. Byen overvågede minedriften af jern og ædelt metal i Iberia (Espana og Portugal) og brugte sin betydelige marine og hære af lejesoldater til at beskytte sine kommercielle interesser. Med Aleksanders død i 323 f.Kr. blev hans rige fragmenteret i flere dele. Kartago voksede til at blive den nye stormagt omkring Middelhavet. Kun den nye magt Rom i Italien stod i vejen. I tre påfølgende krige bukkede Kartago til sidst under i 146 f.Kr. og blev jævnet med jorden.
Efter Aleksander blev det fønikiske hjemland kontrolleret af en række hellenistiske herskere: Laomedon (323 f.Kr.), Ptolemaios I af Ægypten (320 f.Kr.), Antigonos II Gonatas (315 f.Kr.), Demetrios Poliorketes (301 f.Kr.), og Selevkos I Nikator (296 f.Kr.). Mellem 286 og 197 f.Kr. faldt Fønikien, undtaget Aradus, ind under de græske faraoner i Egypten, som installerede højpræster af Astarte som vasalkonger i Sidon (Eshmunazar I, Tabnit, Eshmunazar II).
I 197 f.Kr. blev Fønikien med Syrien underkastet Seleukid-riget. Hele regionen blev stadig mere helleniseret, skønt Tyr var selvstyrende fra 126 f.Kr., fulgt af Sidon i 111 f.Kr. Syrien og der efter Fønikien blev erobrede af kong Tigranes den Store af Armenien fra 82 til 69 f.Kr. da Tigranes blev besejret af romerske Lucullus. I 65 f.Kr. lagde Pompeius hele området ind under Romerriget som en del af den romerske provins Syrien.

## Handel
Fønikere var blandt de fremmeste handelsmænd i sin tid og det meste af deres fremgang havde sin årsag i handel. I begyndelsen handlede de hovedsagelig med grækere, etablerede faste handelsruter mellem Egypten og Mellemøsten og til Kreta og de græske bystater på begge sider af Ægæerhavet. I begyndelsen handlede fønikerne tømmer, slaver, glas og det kraftige farvestof tyrisk purpur. Denne farve, som fønikerne havde monopol på, blev produceret fra en snagleart i Middelhavet, murex. Grækerne benyttede purpur til at farve tekstiler med. Denne vigtige handelsvare var associeret med fønikerne i en sådan grad, at selve ordet "føniker" er afledt fra græsk phoínios, som betyder "purpur".
Efterhånden, som handelen og koloniseringen, oprettelse af handelsposter rundt om langs kysten af Middelhavet voksede, synes det som om, at fønikerne og grækerne ubevidst eller efter aftale delte havet i to: Fønikerne sejlede langs med den sydlige kyst, som de efterhånden dominerede, mens grækerne var aktive langs de nordlige kyster. På denne måde var der få konflikter og sammenstød mellem de to kulturer bortset fra midtvejs, på øen Sicilien, men selv der bosatte de sig med hver sine sfærer af indflydelse, fønikerne på sydvestkysten og grækerne på nordøstkysten.
I århundrederne efter 1.200 f.Kr. var fønikerne den mest betydelige søfarts- og handelsmagt i regionen. Fønikisk handel var grundlagt på tyrisk purpur, navngivet efter den mest betydelige fønikiske by Tyr. Farvestoffet blev produceret fra havsneglene murex som en gang var tilgængelige i stort antal langs kystvandene i det østlige Middelhavet, men som siden blev udryddet. James B. Pritchards udgravninger ved Sarepta i dagens Libanon har afdækket mængder af knuste skaller fra purpursneglen og keramik, som indeholdt farvestoffet som blev produceret på stedet. Fønikerne etablerede et andet produktionscenter ved Mogador i dagens Marokko. Fine og kostbare tekstiler var en del af fønikisk rigdom, og fønikisk glas var en anden eksportvare. De handlede utrænede hunde med spidse ører af asiatisk eller afrikansk oprindelse, som de lokalt havde udviklet til flere hunderacer som basenji, ibizahund, faraohund, etnahund, kretahund, kanariøhund, og podengo português (en primitiv spidshund som i dag kommer fra Portugal). Til Egypten, hvor vinranker vokser, solgte fønikerne i 700-tallet f.Kr. vin: vinhandelen med Egypten er vel dokumenteret af skibsvrag, som blev lokaliseret i 1997 i åben sø omkring 50 km vest for Ashkelon i dagens Israel. Keramikovne ved Tyr og Sarepta producerede store terrakottakrukker, som blev benyttet for at fragte vin. Fra Egypten købte fønikerne guld fra Nubien.
Fra andre steder skaffede de sig andre materialer, måske det mest betydningsfulde var sølv fra den iberiske halvø og tin fra Storbritannien. Tin blev smeltet med kobber fra Cypern for at fremstille det mere bestandige blandingsmetal bronze. Strabo hævder, at den fønikiske handel med tin fra Britannien var meget indbringende.
Fønikerne etablerede handelsposter over hele Middelhavet, den mest strategisk vigtigste var Kartago i Nordafrika (i dagens Tunesien), direkte over det smalle stræde. Antikke gæliske mytologier beskriver en fønikisk/skytisk tilstrømning til Irland med en leder kaldet Fenius Farsa. Andre fønikere sejlede sydover langs kysten af Afrika. En kartagisk ekspedition ledet af Hanno søfareren udforskede og koloniserede Afrikas Atlanterhavskyst så langt som til Guineabugten, og i henhold til Herodot blev en fønikisk ekspedition sendt ned gennem Det Røde Hav af farao Necho II af Egypten (ca. 600 f.Kr.) og skal have sejlet rundt om hele Afrika og kommet tilbage gennem Herkules' Søjler (Gibraltarstrædet) efter tre år. Ved at benytte guld anskaffet ved udvidelse af handel via den afrikanske kyst som følge af Hannos ekspedition møntede Kartago guldstater i 350 f.Kr. som havde et mønster på mønternes bagside, som er tolket som et kort over Middelhavet med Amerika vist i vest.

## Sprog og litteratur
Det fønikiske alfabet var et af de første alfabet med en udtrykkelig og konsistent form. Det er antaget, at det indførte dets forenklede lineære bogstaver fra et endnu udokumenteret tidligere billedlig semitisk alfabet, som blev udviklet nogen århundreder tidligere i Mellemøsten. Forløberen til det fønikiske alfabet var sandsynligvis af egyptisk af oprindelse, efter som bronzealderens alfabet fra det sydlige Levanten ligner egyptiske hieroglyfer, eller mere bestemt et tidligere alfabetsystem fundet ved Wadi-el-Hol i det centrale Egypten. Ud over, at ur-kanaanittisk alfabet gik forud, var der også et andet alfabet, som kom før fønikisk af mesopotamisk oprindelse kaldet for ugarittisk skrift. Udviklingen af fønikisk skrivesystem fra ur-kanaanittisk sammenfaldt med fremvæksten af jernalderen i 1.000-tallet f.Kr.
Dette alfabet er blevet givet betegnelsen et abjad eller et skriftsystem, hvor hvert bogstav står for en konsonant. Et kileformet abjad havde sin oprindelse i Ugarit, en kanaanitisk by i det nordlige Syrien i 1300-tallet f.Kr.
De første to bogstaver, alef og bet, gav navn til alfabetet.
Den ældste kendte gengivelse af fønikisk alfabet er indgraveret på sarkofagen for kong Ahiram af Byblos, dateret til 1.000-tallet f.Kr. Fønikiske inskriptioner er fundet Libanon, Syrien, Israel, Cypern og andre steder så sent som de første århundreder af kristen tid. Fønikerne spredte deres alfabet over hele Middelhavet. Fønikiske handelsmænd spredte deres skrivesystem i deres handelsrute i Ægæerhavet, til Kreta og antikkens Hellas. Grækerne tog de fleste af disse bogstaver til sig men ændret en del af dem til vokaler, hvilket var af betydning for græsk sprog og gav ophav til det første egentlige alfabet.
I både fønikiske og græske mytologier er Kadmos en fønikisk prins, søn af Agenor, konge af Tyr. Herodot fortæller, at det var Kadmos, som skaffede grækerne alfabetet:  "Så disse fønikere (...) kom med Kadmos og bosatte sig i dette land, og de overførte megen lærdom til hellenerne, og i særdeleshed lærte dem alfabetet, som jeg tror, at hellenerne ikke havde tidligere, men som blev først brugt af fønikere."
Fønikisk sprog er klassificeret i den kanaanittiske undergruppe af nordvestlig semitisk. Dets senere efterløber i Kartago i Nordafrika er kaldet for punisk. I de fønikiske kolonier i det vestlige Middelhavet i begyndelsen af 800-tallet f.v.t. begyndte fønikisk at udvikle sig til punisk. Dette sprog blev fortsat talt i 400-tallet e.v.t. Eksempelvis teologen og forfatteren Augustin af Hippo voksede op i Nordafrika og kendte til sproget.

### Kunst
Fønikisk kunst mangler særegne træk, som kan skille det fra deres samtidige kulturer. Dette har sin årsag i, at de var selv meget påvirket af udenlandske kunstneriske kulturformer, hovedsagelig fra Egypten, Hellas og Assyrien. Fønikerne, som blev oplært ved bredderne af Nilen og Eufrat, fik brede kunstneriske erfaringer og kom til sidst til at udvikle deres egne kunstformer. Den var en blanding af udenlandske modeller og perspektiver. I en artikel i The New York Times fra 1879 blev fønikisk kunst beskrevet som følger:
"Han gik ind i andre mænds arbejde og gjorde det meste ud af sin arv. Sfinksen i Egypten blev asiatisk, og dens nye form blev overført til Ninive på den ene side og til Hellas på den anden side. Rosetterne og andre mønstre fra babylonske cylindre blev introducerede ind i Fønikiens håndværk, og således blev det givet videre til Vesten, mens helten i oldtidens kaldeaiske epos blev det først tyriske Melqart og der efter Herakles af Hellas."

## Indflydelse i Middelhavsregionen
Den fønikiske indflydelse over Middelhavsregionen i tidlig jernalder kan ikke overvurderes. Den havde også reverserende effekt, eksempelvis i Fønikien synes opfattelsen af den tredelte inddeling mellem guddommene Baal, Mot og Yam at have været påvirket af den græske inddeling mellem Zeus, Hades og Poseidon. Fønikiske templer i forskellige havnebyer i Middelhavet var indviet til fønikiske Melqart ("bykonge") i løbet af den klassiske periode og blev anerkendt som indviet til Herakles. Græske fortællinger som voldtægten af den fønikiske kvinde Europa og ankomsten af Kadmos (søn af fønikiske Agenor) var også afledt af fønikisk indflydelse.
Da økonomien i Middelhavet begyndte at vokse efter bronzealderens sammenbrud, synes det at være sket hovedsagelig grundet fønikisk handel som etablerede at nyt netværk og langdistancehandelen mellem oldtidens Egypten og Mesopotamien i 900-tallet f.Kr. Den joniske revolution var, i det mindste i de legendariske forklaringer, ledet af filosofer som Thales af Miletos (Milet) og Pythagoras, som begge havde fædre, som var fønikere. Fønikiske motiver er også tilstede i den orientalske periode af græsk kunst, og det synes også som om fønikerne også spillede en formativ rolle i etruskisk civilisation i Toscana.
Der er mange lande og byer ved Middelhavet, som har afledt deres navn fra fønikisk sprog, eksempler:
- Altiburus: by i Algeriet, sydvest for Kartago, fra fønikisk «Iltabrush»
- Bosa: by på Sardinien: fra fønikisk «Bis'en»
- Cádiz: by i Spanien: fra fønikisk «Gadir»
- Dali (Idalion): by på Cypern: fra fønikisk «Idyal»
- Erice: by på Sicilien: fra fønikisk «Eryx»
- Malta: ø i Middelhavet: fra fønikisk «Malat» (tilflugt/ø)
- Marion: by på vestsiden af af Cypern: fra fønikisk «Aymar»
- Oed Dekri: by i Algeriet: fra fønikisk: «Idiqra»
- Spanien: fra fønikisk: «I-Shaphan», i betydningen «Landet med hyraxes» (klippegrævlinger). Senere latiniseret som «Hispania».

### Forholdet til grækerne
I sen bronzealder, i tiden omkring 1200 f.Kr., var det handel mellem Kanaan (ur-fønikere), Egypten, Cypern, og Hellas. I et skibsvrag fundet ud for kysten af dagens Tyrkiet, Ulu Bulurun-vraget, blev der fundet kanaanittisk lagringskeramik (fejloversættelse) sammen med keramik fra Cypern og Hellas. Fønikerne var kendt som metalarbejdere, og ved slutningen af 700-tallet f.Kr. sendte de græske bystater udsendinge til Levanten og det østlige Middelhavet efter varer af metal. På mange måder var fønikerne en fortsættelse af kanaanitterne fra sen bronzealder. De var fremragende metalarbejdere, bearbejdede elfenben og fremstillede farvede tekstiler.

Højdepunktet for fønikisk handel var mellem 700- og 600-tallet f.v.t. Det er en spredning af importerede varer, som keramik, stentøj og fajance fra Levanten, som viser en fønikisk handelskanal til det græske fastland via Kreta og Ægæerhavet. Der er ikke fundet tilsvarende spor af denne handel i Athen, men i andre græske kystbyer er der dokumenteret righoldige beviser på denne handel.
Al Mina ved udløbet af floden Orontes i dagens Syrien er et specielt eksempel på handelen mellem Hellas og Fønikien. Det er en teori, at ved 700-tallet f.Kr. havde græske handelsfolk fra Euboia etableret et kommercielt marked her, et entrepôt, hvor handelsmænd fra mange kanter mødtes. Grunden var, at mange handelsmænd var modvillige til at risikere den lange rejse mellem Fønikien og Hellas, og i stedet mødtes nogen på halvvejen. Købmænd der kom langvejs fra, kan jo tage højere priser for deres varer. Der er dog fortsat usikkerhed om dette marked faktisk eksisterede ved Al Mina.

### I Bibelen
Hiram er knyttet til bygningen af templet. I Anden Krønikebog 2:14 Arkiveret 15. november 2011 hos  Wayback Machine:
"Han er søn af en kvinde af Dans æt, men hans fader er fra Tyrus. Han arbejder i guld og sølv, bronze og jern, sten og træ, i purpurrød og violet uld, i lin og karmoisinrød uld. Han er også kyndig i al slags træskæring og kan udtænke og lave alle de kunstværker, du sætter ham til..."
Senere rasede og klagede reformerende profeter højlydt over praksissen med at tage kongelige hustruer fra udlændinge: Profeten Elias fordømte Jezabel, en prinsesse fra Tyr som blev hustru til kong Akab, konge af det nordlige Israel, og som introducerede dyrkelsen af hendes guder med Baal i spidsen.
Længe efter, at fønikisk kultur havde blomstret, eller at Fønikien havde eksisteret som nogen form for politisk enhed, omtalte hellenistiske indfødte i regionen, hvor kanaanittene fortsat boede, dem som "syrisk-fønikiske" således, som i Markusevangeliet 7:26 Arkiveret 15. november 2011 hos  Wayback Machine: "Denne kvinde var græsktalende, af syrisk-fønikisk æt. Hun bad ham drive den onde ånd ud af datteren."
Ordet Bibel er i sig selv sidst afledt via græsk fra ordet "biblion", som betyder «"bog", og ikke fra den helleniserede fønikiske by Byblos (som blev kaldt for Gebal), før den blev navngivet af grækerne som Byblos. Grækerne kaldte byen for Byblos, efter som det var via Gebal, at bublos (Bύβλος = "egyptisk papyrus") blev importeret til Hellas. Dagens Byblos er under sit nuværende arabiske navn Jbeil (جبيل Ǧubayl) som er afledt fra Gebal.